# Borys Biełous
Borys Hryhorowycz Biełous (ukr. Борис Григорович Білоус, ros. Борис Григорьевич Белоус, Boris Grigorjewicz Biełous; ur. 17 lutego 1948 w Ukraińskiej SRR) – ukraiński piłkarz, grający na pozycji obrońcy.

## Kariera piłkarska

### Kariera klubowa
Karierę piłkarską rozpoczął w 1968 w Dynamie Kijów. Po 4 sezonach w kijowskim klubie w 1972 przeszedł do Dynama Mińsk. W 1977 ukończył karierę w piłkarską.

## Sukcesy i odznaczenia

### Sukcesy klubowe
- mistrz ZSRR: 1971
- wicemistrz ZSRR: 1969

### Odznaczenia
- nagrodzony tytułem Mistrza Sportu ZSRR: 1970